# Gorreto
Gorreto là một đô thị ở tỉnh Genova thuộc vùng Liguria, nằm ở vị trí cách khoảng 35 km về phía đông bắc của Genova. Tại thời điểm ngày 31 tháng 12 năm 2004, đô thị này có dân số 147 người và diện tích là 18.6 km².
Đô thị Gorreto có các frazioni (đơn vị cấp dưới, chủ yếu là thôn làng) Alpe di Gorreto, Borgo, Bosco, Canneto, Fontanarossa, Pissino, và Varni.
Gorreto giáp các đô thị sau: Carrega Ligure, Fascia, Ottone, Rovegno.